# Soy Luna Live
 (août 2017).
Si vous disposez d'ouvrages ou d'articles de référence ou si vous connaissez des sites web de qualité traitant du thème abordé ici, merci de compléter l'article en donnant les références utiles à sa vérifiabilité et en les liant à la section « Notes et références ».
Tournées par Soy Luna
Soy Luna en Concierto
(2017) Soy Luna en vivo
(2018)
Soy Luna Live est la partie européenne de la tournée Soy Luna en Concierto de la série télévisée Disney Channel Soy Luna.
Tous les acteurs de la série TV seront présents exceptés Katja Martínez (Jazmin), Agustin Bernasconi (Gaston), Carolina Kopelioff (Nina) & Líonel Ferro (Nico).

## Distribution
- Karol Sevilla (Luna)
- Ruggero Pasquarelli (Matteo)
- Michael Ronda (Simon)
- Valentina Zenere (Ambre)
- Chiara Parravicini (Yam)
- Ana Jara Martinez (Jim)
- Jorge Lopez (Ramiro)
- Malena Ratner (Delfina)
- Gaston Vietto (Pedro)

## Liste des chansons
- Intro (danseurs en patins avec une vidéo projetée)

1. Alas (Elenco de Soy Luna)
2. Siempre Juntos (Elenco de Soy Luna)
3. Profugos (Elenco de Soy Luna)
4. La Vida Es Un Sueño (Karol Sevilla)
5. Invisibles (Ruggero Pasquarelli, Michael Ronda et Gaston Vietto)
6. Sobre Ruedas (Karol Sevilla, Valentina Zenere, Malena Ratner, Ana Jara Martinez et Chiara Parravicini)
7. Siento (Ruggero Pasquarelli)
8. Mirame a mí (Valentina Zenere)
9. Eres (Karol Sevilla, Michael Ronda et Ruggero Pasquarelli)
10. Chicas Así (Valentina Zenere et Malena Ratner)
11. Valiente acústico (Karol Sevilla et Michael Ronda)
12. Linda (Ruggero Pasquarelli, Michael Ronda et Gaston Vietto)
13. Musica En Ti (Karol Sevilla)
14. I'd Be Crazy (Ruggero Pasquarelli, Michael Ronda, Gaston Vietto et Jorge López Astorga)
15. A Rodar Mi Vida (Ana Jara Martinez,Chiara Parravicini et Jorge López Astorga)
16. Solo Para Ti (Karol Sevilla)
17. Catch Me If You Can (Valentina Zenere)
18. Que Más Da (Karol Sevilla et Ruggero Pasquarelli)
19. Allá voy (Ruggero Pasquarelli)
20. Yo Quisiera (Michael Ronda)
21. Un Destino (Karol Sevilla, Ruggero Pasquarelli, Michael Ronda et Gaston Vietto)
22. Valiente (Elenco de Soy Luna)
23. Vuelo (Elenco de Soy Luna)
24. Siempre Juntos (Elenco de Soy Luna)
25. Alas (Elenco de Soy Luna)

## Représentations
| Dates           | Ville       | Pays      | Salle                              | Nombre de représentations |
| --------------- | ----------- | --------- | ---------------------------------- | ------------------------- |
| 5 janvier 2018  | Barcelone   | Espagne   | Palau Sant Jordi                   | 1                         |
| 7 janvier 2018  | Madrid      | Espagne   | Wizzink Center                     | 2                         |
| 9 janvier 2018  | Bilbao      | Espagne   | Bizkaia Arena                      | 1                         |
| 11 janvier 2018 | Saragosse   | Espagne   | Pavillon Príncipe Felipe           | 1                         |
| 13 janvier 2018 | Malaga      | Espagne   | Palacio de Deportes Martin Carpena | 1                         |
| 14 janvier 2018 | Malaga      | Espagne   | Palacio de Deportes Martin Carpena | 1                         |
| 17 janvier 2018 | Séville     | Espagne   | Palacio de Deportes San Pablo      | 1                         |
| 18 janvier 2018 | Séville     | Espagne   | Palacio de Deportes San Pablo      | 1                         |
| 20 janvier 2018 | Lisbonne    | Portugal  | Altice Arena                       | 2                         |
| 21 janvier 2018 | Lisbonne    | Portugal  | Altice Arena                       | 1                         |
| 24 janvier 2018 | Turin       | Italie    | Pala Alpitour                      | 1                         |
| 27 janvier 2018 | Rome        | Italie    | PalaLottomatica                    | 1                         |
| 28 janvier 2018 | Rome        | Italie    | PalaLottomatica                    | 1                         |
| 30 janvier 2018 | Naples      | Italie    | PalaPartenope                      | 2                         |
| 31 janvier 2018 | Florence    | Italie    | Mandela Forum                      | 1                         |
| 2 février 2018  | Milan       | Italie    | Mediolanum Forum                   | 1                         |
| 3 février 2018  | Milan       | Italie    | Mediolanum Forum                   | 1                         |
| 6 février 2018  | Padoue      | Italie    | Palasport                          | 1                         |
| 9 février 2018  | Bologne     | Italie    | Unipol Arena                       | 1                         |
| 14 février 2018 | Lyon        | France    | Halle Tony-Garnier                 | 1                         |
| 15 février 2018 | Genève      | Suisse    | Arena de Genève                    | 1                         |
| 17 février 2018 | Bordeaux    | France    | Arkéa Arena                        | 1                         |
| 18 février 2018 | Toulouse    | France    | Zénith de Toulouse                 | 1                         |
| 20 février 2018 | Nice        | France    | Palais Nikaia                      | 1                         |
| 21 février 2018 | Marseille   | France    | Le Dôme de Marseille               | 1                         |
| 24 février 2018 | Paris       | France    | Le Zénith Paris - La Villette      | 1                         |
| 25 février 2018 | Paris       | France    | Le Zénith Paris - La Villette      | 1                         |
| 28 février 2018 | Lille       | France    | Zénith de Lille                    | 1                         |
| 2 mars 2018     | Nantes      | France    | Zénith de Nantes                   | 1                         |
| 4 mars 2018     | Montpellier | France    | Zénith de Montpellier              | 1                         |
| 15 mars 2018    | Hambourg    | Allemagne | Barclaycard Arena                  | 1                         |
| 17 mars 2018    | Mannheim    | Allemagne | SAP Arena                          | 1                         |
| 18 mars 2018    | Zurich      | Suisse    | Hallenstadion                      | 1                         |
| 22 mars 2018    | Berlin      | Allemagne | Mercedes-Benz Arena                | 1                         |
| 24 mars 2018    | Cologne     | Allemagne | Lanxess Arena                      | 1                         |
| 25 mars 2018    | Munich      | Allemagne | Olympiahalle                       | 1                         |
| 29 mars 2018    | Stuttgart   | Allemagne | Schleyerhalle                      | 1                         |
| 31 mars 2018    | Oberhausen  | Allemagne | Schleyerhalle                      | 2                         |
| 1er avril 2018  | Francfort   | Allemagne | Festhalle                          | 1                         |
| 3 avril 2018    | Ljubljana   | Slovenie  | Arena Stozice                      | 1                         |
| 4 avril 2018    | Ljubljana   | Slovenie  | Arena Stozice                      | 1                         |
| 5 avril 2018    | Vienne      | Autriche  | Westfalenhalle                     | 1                         |
| 6 avril 2018    | Vienne      | Autriche  | Westfalenhalle                     | 1                         |
| 8 avril 2018    | Leipzig     | Allemagne | Arena Leipzig                      | 1                         |
| 9 avril 2018    | Bruxelles   | Belgique  | Palais 12                          | 1                         |